# ファラ (犬)
ファラ（英: Fala、1940年4月7日 - 1952年4月5日）は、アメリカ合衆国第32代大統領のフランクリン・ルーズベルトが飼育していた犬。黒色の被毛を持つ雄のスコティッシュ・テリアで、歴代のアメリカ大統領が飼育していたペットの中でも、もっとも有名なペットに数えられている。ファラはアメリカ国民を魅了し、いつもルーズベルトと行動を共にしていたために、ルーズベルトのパブリック・イメージにも一役かっていた。ファラのいたずらとおどけた仕草はアメリカの各メディアの注目を集め、ルーズベルトとその妻エレノアがファラに言及することも多かった。ホワイトハウスで飼育されていたときのファラは「世界中でもっとも多く写真撮影された犬」と呼ばれた。

## 幼犬期
ファラは1940年4月7日生まれで、従妹のマーガレット・サッカレー (en:Margaret Suckley) から、少し早目のクリスマス・プレゼントとしてルーズベルトに贈られた:200。サッカレーは仔犬だったファラに、おすわり、まわれ、ジャンプなどの簡単なトレーニングも入れていた。もともとファラはビッグボーイ (Big Boy) と名付けられていたが、ルーズベルトがスコットランドの名族ファラヒル家にちなんで、ジョン・マレー・オブ・ファラヒルと名付けた。その後マレー・ジ・アウトロウ・ファラヒル  (Murray the Outlaw of Falahill) と改名され、これを縮めたファラという名前で呼ばれるようになった。
ファラがホワイトハウスで暮らし始めてから数週間後に、下痢で動物病院へ運び込まれたことがある。食べ過ぎで苦しんでいるファラを、キッチンへ通じる廊下で見つけたのはルーズベルトだった。この事件以降ルーズベルトは、自分以外の人間がファラに餌を与えることを禁止する通告をホワイトハウスのスタッフに出している:200。

## ホワイトハウスでの日々

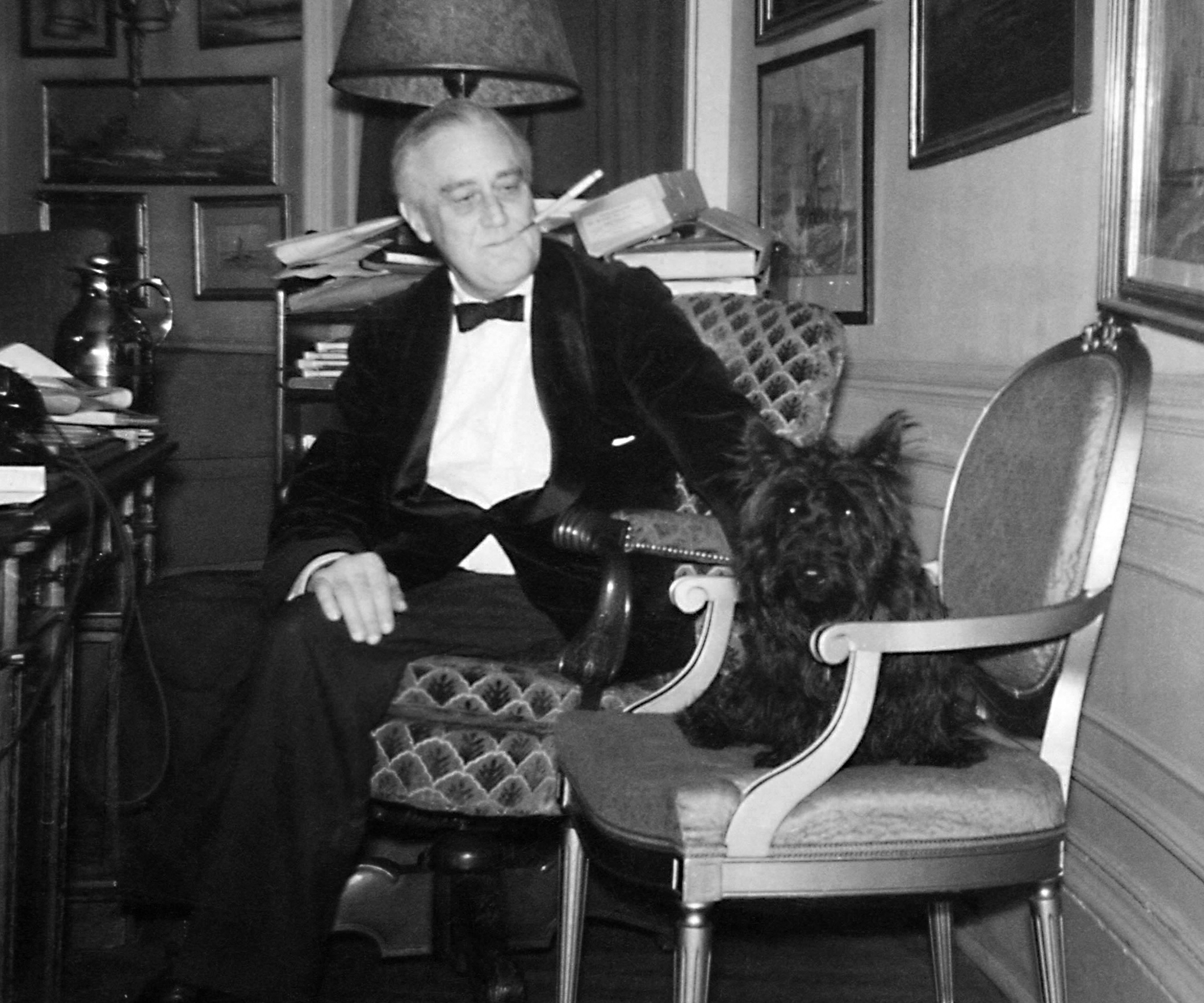
ホワイトハウスの書斎でのルーズベルトとファラ（1941年）。

ファラがホワイトハウスにやって来たのは1940年11月10日のことで、ルーズベルトが死去する1945年4月まで、ほとんどの日々をホワイトハウスで過ごした。ルーズベルトの実家であるハイドパーク (en:Hyde Park, New York) のスプリングウッドにルーズベルトと共に訪れたことも多く、ルーズベルトがポリオに罹患して発症した下半身麻痺の治療のために訪れた、ジョージア州ウォーム・スプリングにも同行している。
メトロ・ゴールドウィン・メイヤーが、ファラを主役にしたホワイトハウスの日常を撮影している。ファラは、毎日1ドルの戦費調達と銃後活動に「貢献」しているとして、第二次世界大戦下の合衆国陸軍名誉上等兵に任命された。1944年のバルジの戦いでは、補充兵に紛れ込んでアメリカ軍への潜入を図るドイツ兵を見分ける手段として「大統領の愛犬の名前は」「ファラ」という合言葉が使用された。
ファラはルーズベルトが出席する重要な国家的行事にもついて行っており、大統領専用機や大統領専用列車 (en:Ferdinand Magellan Railcar)、大統領専用艦艇への搭乗経験もあった。1941年の大西洋憲章調印、1943年のケベック会談、1943年にモンテレイで開催されたメキシコ大統領マヌエル・アビラ・カマチョとの会談などで、ルーズベルトにファラが同行している。
1943年には、アラン・フォスターがファラを主人公にした政治風刺漫画「ホワイトハウスのファラ閣下 (Mr. Fala of the White House)」の短編シリーズを発表したほか、同じく1943年に公開されたオリヴィア・デ・ハヴィランド主演のロマンティック・コメディ映画『カナリア姫 (en:Princess O'Rourke)』では、雌犬のウィスカーズがファラ役を演じている。

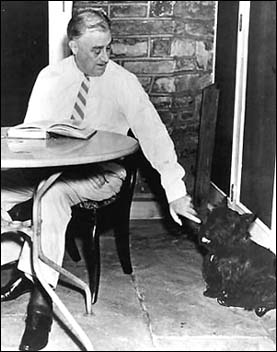
療養先のウォーム・スプリングで撮影されたルーズベルトとファラ。
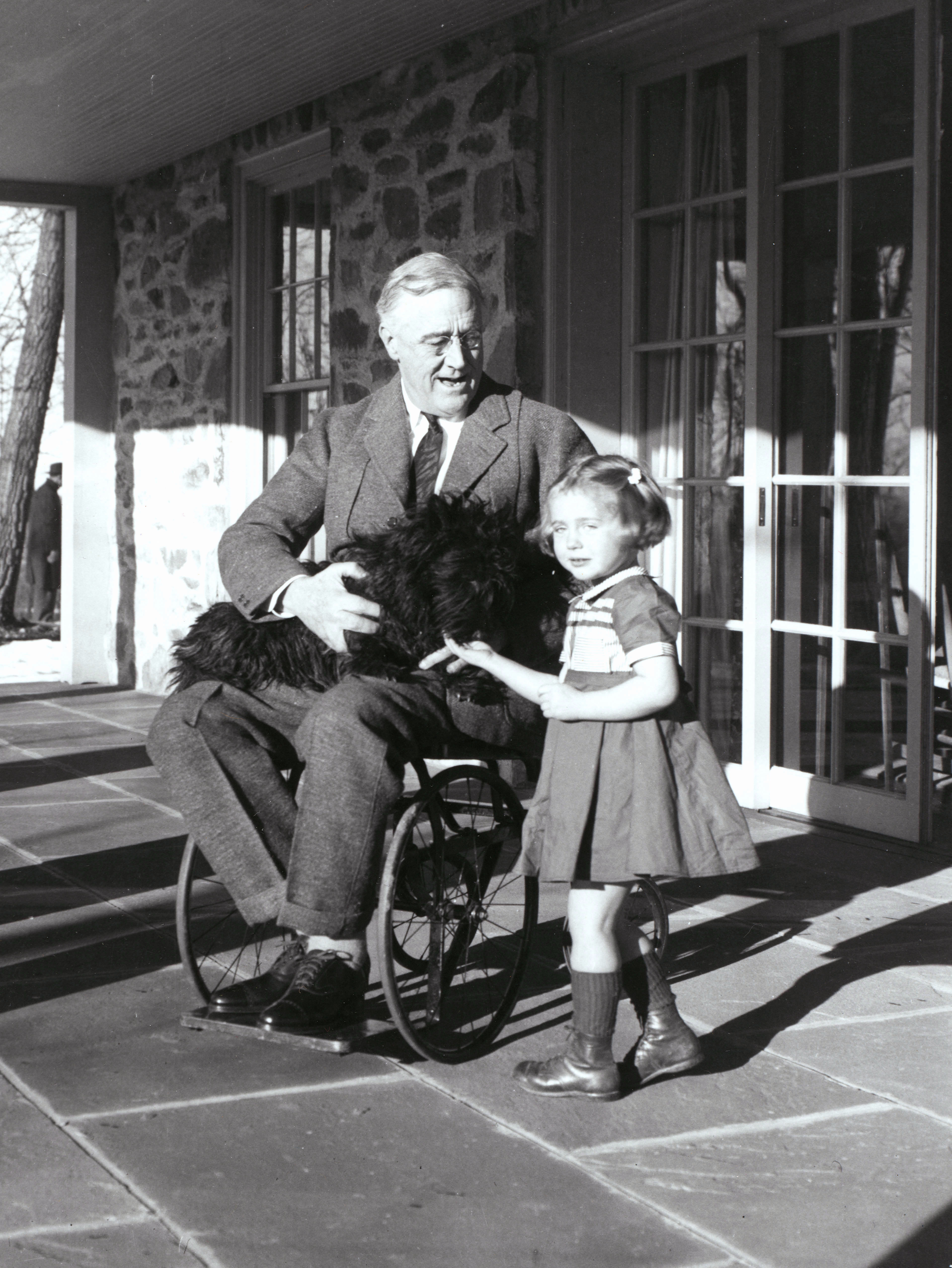
ハイドパークで撮影されたルーズベルトとファラ。ポリオで下半身麻痺だったルーズベルトが車椅子に座っている希少な写真（1941年）。
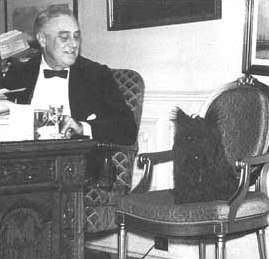
ホワイトハウスで撮影されたルーズベルトとファラ（1941年12月）。
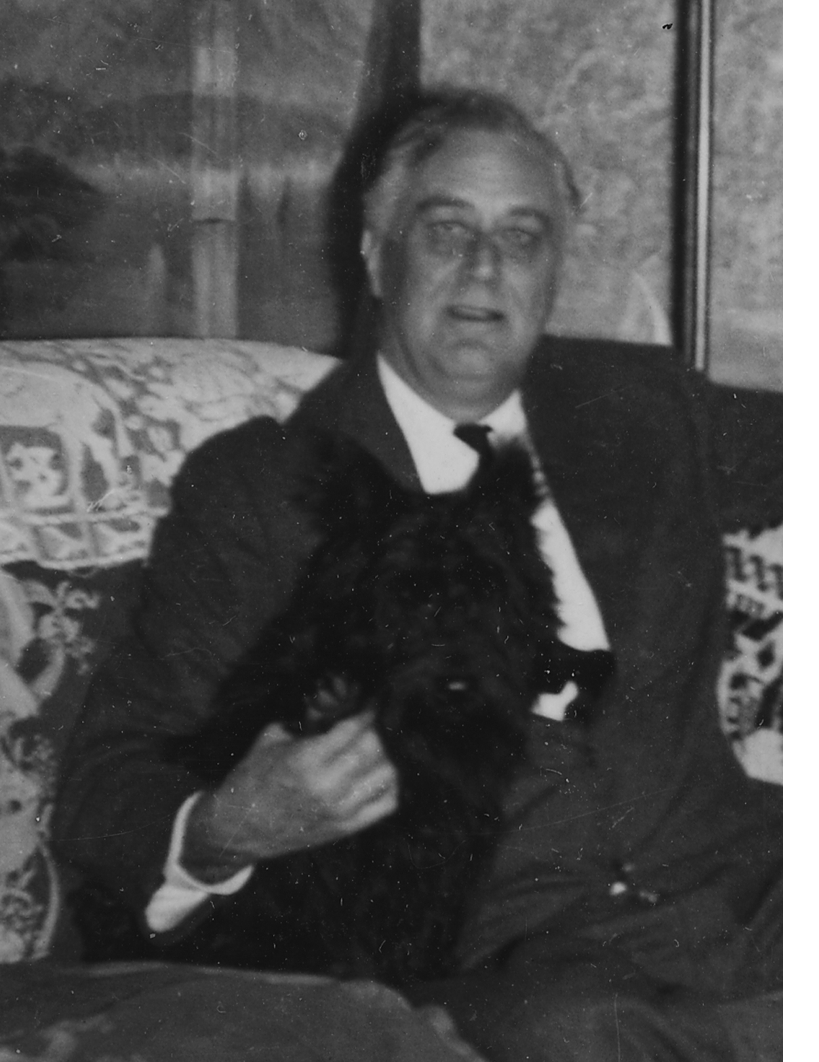
ルーズベルトとファラ（1942年）。
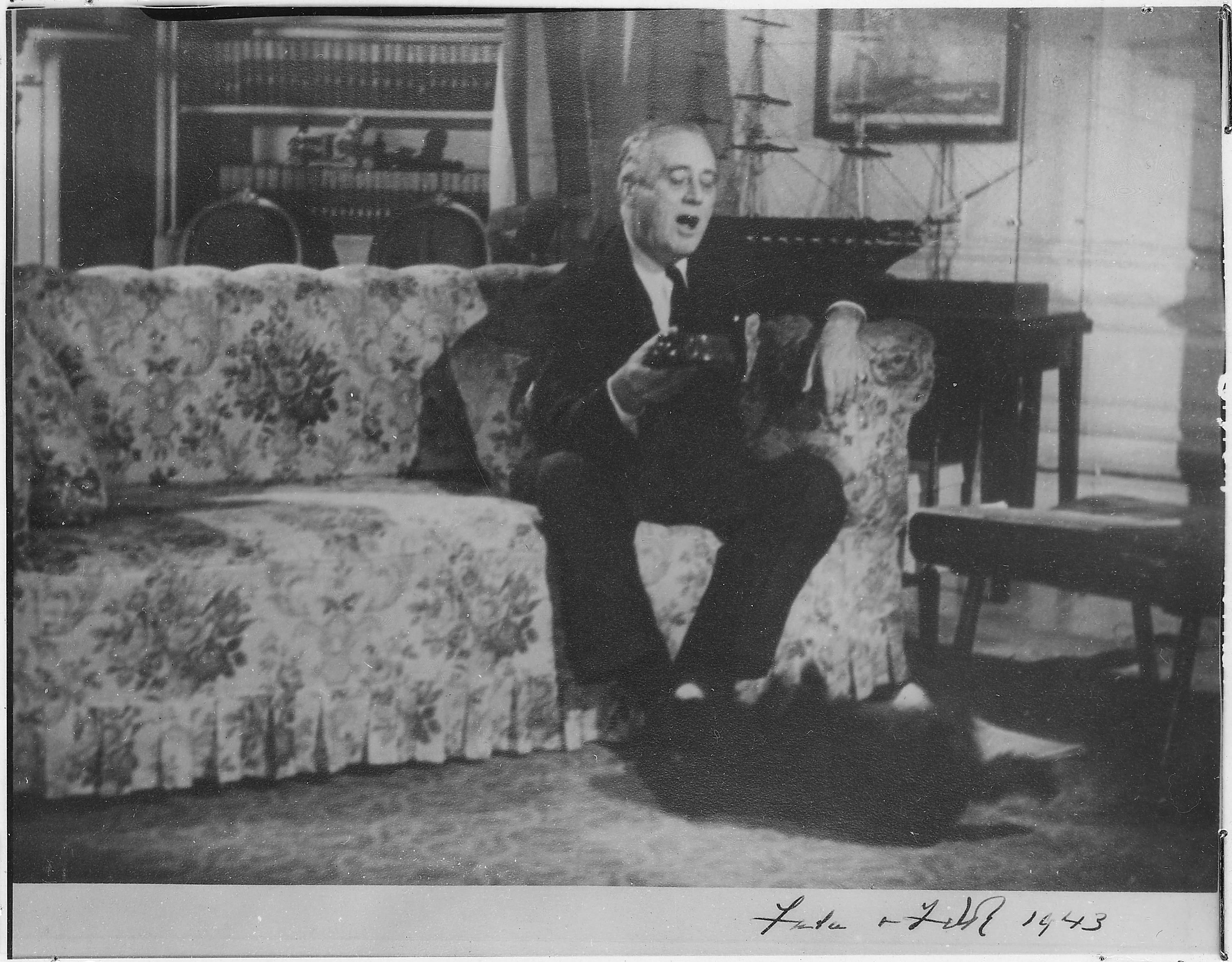
ワシントンD.C.で撮影されたルーズベルトとファラ（1943年）。
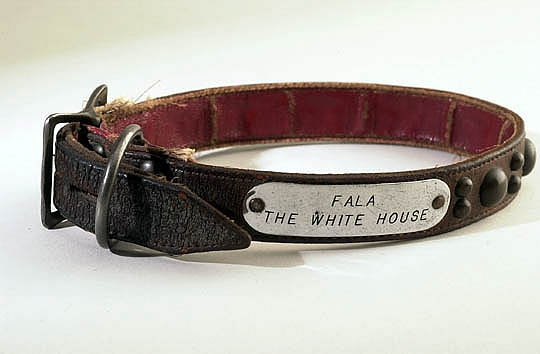
ファラの首輪。銀板に「ファラ ホワイトハウス」と刻印されている。

## ファラ・スピーチ

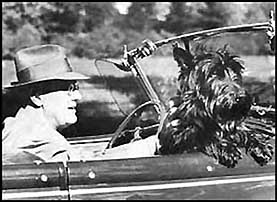
ルーズベルトが運転する車に同乗しているファラ。

1944年9月23日に開催された全米トラック運転手組合との夕食会でのスピーチで、ルーズベルトはワシントンD.C.で1944年アメリカ合衆国大統領選挙戦を開始した。30分間のこのスピーチは全米のラジオで放送された。ルーズベルトはこのスピーチでアメリカ合衆国議会で敵対する共和党を非難し、自身に対する攻撃がどのようなものかを語った。スピーチの後半で、ルーズベルトがアリューシャン列島を訪問したときにファラを島に置き去りにしてきて出立してしまったために、莫大な税金を費やしてアメリカ海軍の駆逐艦を派遣してまでファラを迎えに行かせたという、共和党員からの批判について言及している。
共和党からの非難をジョークにしてしまうというアイディアを出したのはオーソン・ウェルズだった:292–293。ウェルズはこの選挙戦を通じてルーズベルトにスピーチのアイディアや言い回しなどを時折り伝えており、ウェルズが言うところの「ちょっとしたスピーチ」として使用されていた:374。それらの一つが、この「ファラ・スピーチ」だったのである。ウェルズが即興で口にしたファラのジョークを気に入ったルーズベルトが、スタッフに命じてこのファラ・スピーチに仕上げさせた。ファラ・スピーチが全国放送された後に、ルーズベルトはウェルズに「どうだった？タイミングは良かったかい？」と訊いている:292–293。
このスピーチの「聴衆は大いに盛り上がって笑いだし、（ルーズベルトに）声援を送った」と歴史家ドリス・カーンズ・グッドウィンは書いている。さらに「会場は割れんばかりの笑いにつつまれた。この笑いは、ラジオから流れるスピーチをリビングルームやキッチンで聴いていたアメリカ中の人々のもとにも大きく届いた。ファラの仕草はとても愛らしく、あるリポーターは「頑固な共和党員でさえも思わず笑みをこぼす」と言うほどだった」としている:548。

## ルーズベルトの死後

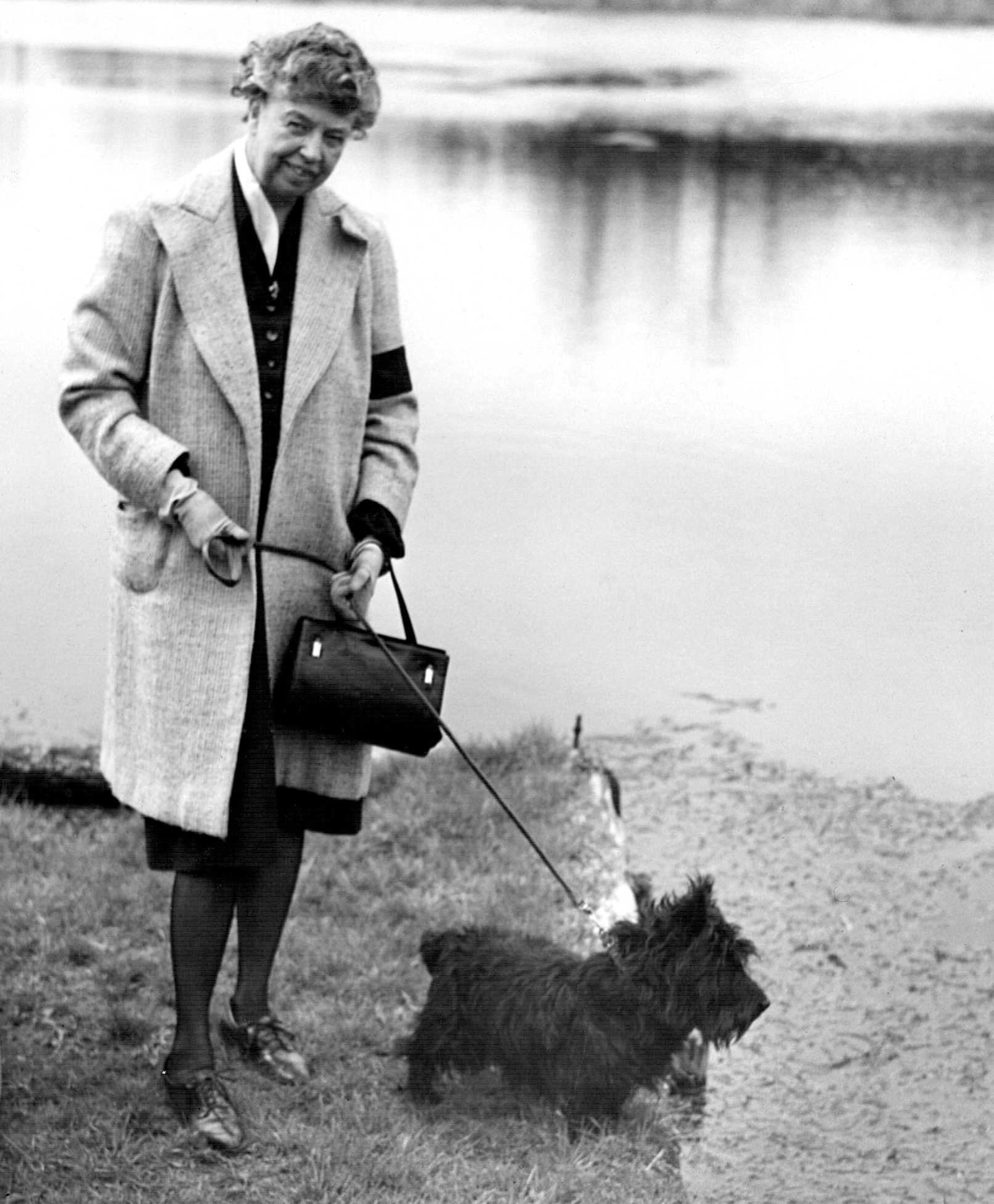
ルーズベルトの死後に撮影されたエレノア・ルーズベルトとファラ（1947年）。

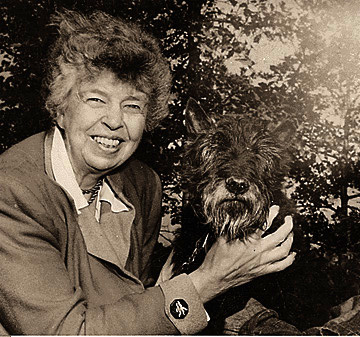
エレノア・ルーズベルトとファラ。ファラが死去する前年の写真で、口の周りの被毛が灰色になっている（1951年11月）。

ルーズベルトは1945年4月12日に大統領在職中のまま、ジョージア州のウォーム・スプリングで死去した。ルーズベルトが息を引き取った数分後、ファラが奇妙な行動をとったといわれている。ルーズベルトの伝記作家ジム・ビショップがこの出来事について書き残している。「噛みつく音や唸り声、吠え立てる声が聞こえた。それまでファラは部屋の隅で眠っていたために、ファラに注意を払っている人は誰もいなかった。理由は分からないが、ファラは網戸に向かって駆け出して、黒い頭を激しく網戸にぶつけだした。網戸が破れるとファラはその破れ目から抜け出して外へ出ると、吠えながら坂を上りだした。シークレットサービスが、丘の上に粛然と佇んでいるファラを目撃している。昔からの疑問が残る。『犬は（飼い主の死を）本当に理解しているのだろうか』」
ファラはルーズベルトの葬式にも参列し:615、未亡人となったエレノアと共にルーズベルトの実家から2マイル東にあるヴァル＝キル (en:Eleanor Roosevelt National Historic Site) で暮らし始めた:620。エレノアはファラとの生活に大きな慰めを見出し、切り離すことができない関係を築いていった:620。当時のエレノアが執筆していた新聞コラム「私の日常」にはファラが良く登場しており、エレノアの自叙伝にもファラのことが書かれている。
1945年11月に、ファラはハイドパークのルーズベルト一家の邸宅で、息子エリオット・ルーズベルトの飼い犬だった体重60kg超のブルマスティフのブレイズに襲われて数週間入院している。このときファラはマーガレット・サッカレーと共にハイドパークを訪れていた。リードに繋がれていたファラにブレイズがとびかかり、ファラの背中と右目を引き裂いた。誰かがブレイズを石で殴りつけて引き離し、ショック状態のファラを助け出した。その後ブレイズは、再び襲いかかる可能性があるとして安楽死させられている。
難聴と体調不良に苦しんでいたファラに、1952年4月5日に安楽死の処置がなされた。この日はファラが12歳を迎える誕生日の二日前のことだった。ファラはスプリングウッドのルーズベルトの墓のすぐそばにあるバラ園に埋葬された。

## ファラの像
ワシントンD.C.のフランクリン・デラノ・ルーズベルト記念公園には、ルーズベルトとその傍らによりそうファラの彫像がある。このような名誉ある扱いを受けているアメリカ大統領のペットはファラだけである。プエルトリコのサンフアンにある「大統領の散歩道」にもファラの彫像が置かれている。また、ハイドパークのフランクリン・デラノ・ルーズベルト大統領図書館・博物館にもファラの彫像がある。